# Méan (Havelange)
Méan is een dorp in de Belgische provincie Namen en een deelgemeente van Havelange. Méan ligt zo'n zeven kilometer ten oosten van het centrum van Havelange.

## Geschiedenis
Op het einde van het ancien régime werd Méan een gemeente, maar deze werd in 1808 alweer opgeheven en bij Maffe gevoegd. In 1887 werd Méan weer afgesplitst en als zelfstandige gemeente heropgericht. In 1977 werd Méan een deelgemeente van Havelange.

## Demografische ontwikkeling
- Bronnen:NIS, Opm:1831 tot en met 1970=volkstellingen, 1976= inwoneraantal op 31 december

## Metalfestival
Sinds 2005 wordt in juli of augustus in Méan een eendaags extreme metalfestival onder de naam Metal Mean Festival georganiseerd.

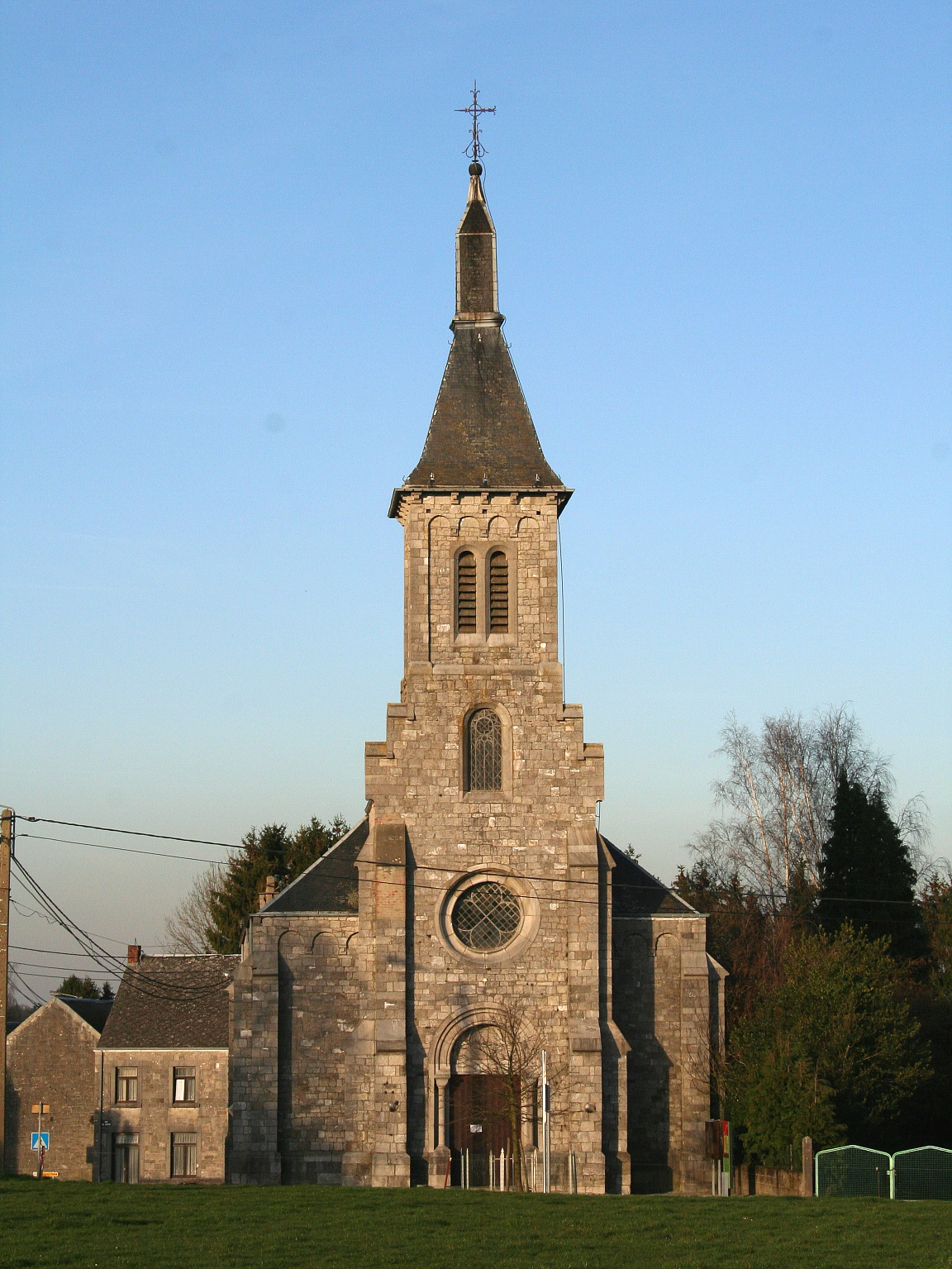
De Sint-Stefanuskerk van Méan.

Deelgemeenten: Barvaux-Condroz · Flostoy · Havelange · Jeneffe · Maffe · Méan · Miécret · Porcheresse · Verlée

Overige dorpen: Barsy · Bassines · Béole · Bormenville · Buzin · Champs-du-Bois · Doyon · Émeville · Failon · Gros-Chêne · Homezée · Montegnet · Ossogne · Rémont

Belgische gemeenten · arrondissement Dinant · provincie Namen · Wallonië